# 秘密資料
秘密資料（ひみつしりょう、英: Restricted Data、RD）は、アメリカ合衆国の「国家産業保全プログラム運用マニュアル」（NISPOM）での、禁忌情報のカテゴリ。

## 概要
秘密資料について、機密解除されているものを除く「全てのデータ」（英: all data）と法律での定義に入っている事実は、アメリカ合衆国では原子力についての情報は、合衆国政府機関によって作られたものでなくても「ボーン・シークレット」であるという意味であると解釈されている 。アメリカ合衆国エネルギー省の、事前検閲を行うこの権限は、一度だけ裁判所で審理されたが、結局判断は下されなかった。

## 定義
特に1954年原子力法では、次のように定義する。
all data concerning (1) design, manufacture, or utilization of atomic weapons; (2) the production of special nuclear material; or (3) the use of special nuclear material in the production of energy, but shall not include data declassified or removed from the Restricted Data category pursuant to section 142 [of the Act].
日米原子力協定では、次のように和訳されている。
(ⅰ)核兵器の設計、製造、若しくは使用、(ⅱ) 特殊核分裂性物質の生産又は(ⅲ)エネルギーの生産における特殊核分裂性物質の使用に関する資料をいい、一方の当事国政府により非公開の指定から解除され又は秘密資料の範囲から除外された当該当事国政府の資料を含まない。

## 経緯
この概念は、はじめ1946年原子力法で導入された。これが立法者によって法案へと追加されたのは比較的最後の段階であり、それはイーゴリ・グーゼンコに関する事件が報道され、核兵器の秘密が失われる恐怖と、1917年のスパイ活動法では不十分なのではないかという恐怖が起こったからである。

## カテゴリ
「リストリクテッド・データ」は、国家機密のカテゴリのうちの、比較的緩い階級の「リストリクテッド」（英: Restricted）とは異なるものである。「リストリクテッド・データ」は、機密の階級を表したものではない。ある文書は「リストリクテッド・データ」指定を受けながら、「Confidential」「Secret」、もしくは「Top Secret」の指定を受ける。加えて、「リストリクテッド・データ」の文書はCritical Nuclear Weapons Design Information（CNWDI）指定もうけえる。このことから、例えばある文書は内容に応じて"Secret" (S)、"Secret//Restricted Data" (S//RD)、もしくは"Secret//Restricted Data-Critical Nuclear Weapon Design Information" (S//RD-CNWDI) といった分類付がされる。
旧秘密資料（英: Formerly Restricted Data、FRD）は同様に1954年原子力法で定義されたカテゴリである。その名前に関わらず、これに指定された情報が機密解除されたということを意味する訳では無い。「国家安全情報」（"National Security Information"）として軍事機関と共有する目的でグレードが下げられたということを意味する。「米エネルギー省と米国防総省が、主に核兵器の軍事目的があるものであり、国家安全保障の情報として保護されうるものだと共同で決定したのち、リストリクテッド・データのカテゴリから除外された機密情報」（"Classified information which has been removed from the Restricted Data category after DOE and the Department of Defense have jointly determined that it relates primarily to the military utilization of atomic weapons, and can be adequately safeguarded as national security information."）とされる。
秘密資料は、旧秘密資料以外では例外的に、"Transclassified Foreign Nuclear Information" (TFNI)に移されることがある。